# Villa Lundin
Villa Lundin (fastigheten Fagersjö 4:1) är en byggnad vid Havsörnsvägen 61 (tidigare Vildandsvägen 14) i stadsdelen Fagersjö i södra Stockholm. Villan uppfördes omkring 1911 och hör i dag till de få kvarvarande och mycket välbevarade villorna från denna tid. Huset kallades ofta "Slottet" och familjen Lundin som bodde där sägs ha ägt den ena av Fagersjös två bilar på 1930-talet.

## Bakgrund
När det nybildade Aktiebolaget Södertörns Villastad började stycka och sälja tomter i början av 1900-talet uppfördes de första villorna i Fagersjödelen norr om den nya Nynäsbanan i närheten av stationshuset ”Fagersjö”.  Även söder om Nynäsbanan uppfördes några villor intill sjön Magelungen. Många av villorna revs när det moderna Fagersjö byggdes på 1960-talet och de kvarvarande är ofta förändrade. 

## Byggnad
Byggnadens ursprungliga karaktär är bevarad. Det rör sig om ett putsat och vit avfärgat stenhus i två våningar, varvid den övre våningen delvis ligger i takvåningen. Taket är ett halvvalmat mansardtak och täckt med glaserat, svart taktegel. Fönstren är en-, tre- och fyrluftsfönster av svartmålat trä och tätspröjsade. Entrétrappan har ett dekorerat svart smidesräcke och skyddas av ett pulpettak. Mot sjösidan finns en rundad balkong som bärs upp av fyra kolonner.
Villan är anlagd på en kuperad tomt som sluttar ner mot Magelungen. På tomten finns berg i dagen, grusgångar, gräs, buskar och träd, bland annat ekar och tallar. På tomten finns en damm samt en pergola med gjutna kolonner. Från en terrass intill huset leder gjutna trappor ned mot sjön. Mot gatan finns ett brunt ribbstaket med vitputsade stolpar och smidesgrindar dekorerade med eklöv. Villan är privatbostad.